# Dougs
 (octobre 2024).
La mise en forme du texte ne suit pas les recommandations de Wikipédia : il faut le « wikifier ».
Les points d'amélioration suivants sont les cas les plus fréquents :
- Les titres sont pré-formatés par le logiciel. Ils ne sont ni en capitales, ni en gras.
- Le texte ne doit pas être écrit en capitales (les noms de famille non plus), ni en gras, ni en italique, ni en « petit »…
- Le gras n'est utilisé que pour surligner le titre de l'article dans l'introduction, une seule fois.
- L'italique est rarement utilisé : mots en langue étrangère, titres d'œuvres, noms de bateaux, etc.
- Les citations ne sont pas en italique mais en corps de texte normal. Elles sont entourées par des guillemets français : « et ».
- Les listes à puces sont à éviter, des paragraphes rédigés étant largement préférés. Les tableaux sont à réserver à la présentation de données structurées (résultats, etc.).
- Les appels de note de bas de page (petits chiffres en exposant, introduits par l'outil «  Source ») sont à placer entre la fin de phrase et le point final[comme ça].
- Les liens internes (vers d'autres articles de Wikipédia) sont à choisir avec parcimonie. Créez des liens vers des articles approfondissant le sujet. Les termes génériques sans rapport avec le sujet sont à éviter, ainsi que les répétitions de liens vers un même terme.
- Les liens externes sont à placer uniquement dans une section « Liens externes », à la fin de l'article. Ces liens sont à choisir avec parcimonie suivant les règles définies. Si un lien sert de source à l'article, son insertion dans le texte est à faire par les notes de bas de page.
- La présentation des références doit suivre les conventions bibliographiques. Il est recommandé d'utiliser les modèles {{Ouvrage}}, {{Chapitre}}, {{Article}}, {{Lien web}} et/ou {{Bibliographie}}. Le mode d'édition visuel peut mettre en forme automatiquement les références.
- Insérer une infobox (cadre d'informations à droite) n'est pas obligatoire pour parachever la mise en page.

Pour une aide détaillée, merci de consulter Aide:Wikification.
Si vous pensez que ces points ont été résolus, vous pouvez retirer ce bandeau et améliorer la mise en forme d'un autre article.
 (octobre 2024).
L'article doit être relu — et modifié si nécessaire — par des contributeurs indépendants pour apporter un regard critique aux contributions effectuées en violation des conditions d'utilisation de Wikipédia, tant sur la forme (notamment concernant le style encyclopédique, la proportionnalité) que sur le fond (la neutralité de point de vue, la qualité et l'indépendance des sources).
Dougs est une entreprise française qui édite un logiciel de facturation et de comptabilité en ligne. Basée à Lyon, elle a été créée en 2015,.

## Activité
Dougs est un cabinet d'expertise comptable qui combine une application de comptabilité avec des services de conseil et d'accompagnement. L'entreprise propose une application de comptabilité qui permet de gérer la facturation, les notes de frais, et la gestion sociale, tout en automatisant la saisie comptable et les obligations fiscales via une interface intuitive. Les utilisateurs ont accès à un tableau de bord de leurs performances et peuvent recevoir des conseils des experts-comptables à distance via un chat en ligne.

## Histoire
En 2015, Patrick Maurice, souhaitant créer une solution pour automatiser la comptabilité et la fiscalité des entreprises, s'associe avec Florent Galland, Luc Verdier, Sarah Jaouani et Véronique Maurice pour fonder Dougs.
En 2019, Dougs conclut un accord de partenariat avec Yousign. une solution de signature électronique.
En septembre 2021, Dougs signe un contrat de partenariat avec Les Opticiens Mobiles, un réseau national d'opticiens spécialisés pour intervenir sur les lieux de vie et de travail des personnes actives. A l’issue de cet accord, Dougs va accompagner les nouveaux franchisés de l’enseigne dans la création d’entreprise et l’expertise comptable,.
En 2022; Dougs réalise un chiffre d’affaires de 10 millions d’euros.
En juillet 2023, Dougs lève 25 millions d’euros,, auprès du fonds britannique Expedition Growth Capital,.
En 2023, Dougs compte 14 000 clients et enregistre un revenu annuel de 15 millions d’euros.